# Sportverein Stuttgarter Kickers 2000-2001
Questa voce raccoglie le informazioni riguardanti lo Sportverein Stuttgarter Kickers nelle competizioni ufficiali della stagione 2000-2001.

## Stagione
Nella stagione 2000-2001 lo Stuttgarter Kickers, allenato da Hans-Jürgen Boysen e Rainer Zobel, concluse il campionato di 2. Bundesliga al 17º posto. In Coppa di Germania lo Stuttgarter Kickers fu eliminato al primo turno dal SV Wehen-Taunusstein.

## Rosa
| N. |                                 | Ruolo | Calciatore        |
| -- | ------------------------------- | ----- | ----------------- |
| 1  | Bosnia ed Erzegovina (bandiera) | P     | Sead Ramović      |
| 2  | Germania (bandiera)             | D     | Christian Kritzer |
| 3  | Germania (bandiera)             | C     | Stefan Minkwitz   |
| 4  | Germania (bandiera)             | D     | Carsten Keuler    |
| 5  | Germania (bandiera)             | D     | Patrick Milchraum |
| 6  | Germania (bandiera)             | C     | Torsten Ziegner   |
| 7  | Germania (bandiera)             | C     | Carsten Marell    |
| 8  | Brasile (bandiera)              | D     | Cássio            |
| 9  | Brasile (bandiera)              | A     | Silvinho          |
| 11 | Germania (bandiera)             | A     | Stefan Meißner    |
| 12 | Germania (bandiera)             | A     | Alexander Blessin |
| 13 | Grecia (bandiera)               | C     | Niko Chatzis      |
| 14 | Germania (bandiera)             | C     | Markus Pleuler    |
| 15 | Germania (bandiera)             | D     | Günter Heberle    |
| 16 | Germania (bandiera)             | D     | Markus Weinzierl  |

| N. |                     | Ruolo | Calciatore         |
| -- | ------------------- | ----- | ------------------ |
| 17 | Germania (bandiera) | C     | Torsten Raspe      |
| 18 | Italia (bandiera)   | A     | Giuseppe Carnevale |
| 19 | Germania (bandiera) | D     | Michael Kümmerle   |
| 20 | Turchia (bandiera)  | A     | Mustafa Özkan      |
| 21 | Brasile (bandiera)  | D     | Paulo César        |
| 22 | Germania (bandiera) | C     | Cristian Fiél      |
| 23 | Slovenia (bandiera) | C     | Adem Kapič         |
| 24 | Germania (bandiera) | C     | Timo Dörflinger    |
| 25 | Germania (bandiera) | P     | Bernd Klaus        |
| 26 | Croazia (bandiera)  | C     | Jago Marić         |
| 27 | Italia (bandiera)   | A     | Giuseppe Greco     |
| 28 | Germania (bandiera) | C     | Tomislav Zivic     |
| 29 | Italia (bandiera)   | C     | Sandro Villani     |
| 30 | Germania (bandiera) | A     | Mark Zimmermann    |
| 33 | Bulgaria (bandiera) | D     | Borislav Georgiev  |

## Organigramma societario
Area tecnica
- Allenatore: Rainer Zobel
- Allenatore in seconda:
- Preparatore dei portieri: Manfred Petz
- Preparatori atletici:

## Calciomercato

### Sessione estiva
| Acquisti | Acquisti          | Acquisti             | Acquisti |
| R.       | Nome              | da                   | Modalità |
| -------- | ----------------- | -------------------- | -------- |
| C        | Timo Dörflinger   | Ditzingen            |          |
| D        | Günter Heberle    | Augusta              |          |
| C        | Adem Kapič        | Alemannia Aquisgrana |          |
| D        | Christian Kritzer | Karlsruhe            |          |
| A        | Stefan Meißner    | Karlsruhe            |          |
| D        | Paulo César       | Grêmio               |          |
| C        | Marek Penksa      | Leoben               |          |
| C        | Markus Pleuler    | Ulma                 |          |
| A        | Silvinho          | Ituano               |          |
| C        | Sandro Villani    | Stoccarda (allievi)  |          |
| A        | Mark Zimmermann   | Unterhaching         |          |

| Cessioni | Cessioni                | Cessioni        | Cessioni |
| R.       | Nome                    | a               | Modalità |
| -------- | ----------------------- | --------------- | -------- |
| A        | Eberhard Carl           | 1. FC Pforzheim |          |
| C        | Adnan Kevric            | Ulma            |          |
| P        | Maik Kischko            | Erzgebirge Aue  |          |
| A        | Tomislav Marić          | Wolfsburg       |          |
| D        | Achim Pfuderer          | Monaco 1860     |          |
| D        | Mario Ernesto Rodriguez | TeBe Berlino    |          |
| D        | Erwin van de Looi       | Groningen       |          |

### Sessione invernale
| Acquisti | Acquisti | Acquisti | Acquisti |
| R.       | Nome     | da       | Modalità |
| -------- | -------- | -------- | -------- |

| Cessioni | Cessioni     | Cessioni       | Cessioni |
| R.       | Nome         | a              | Modalità |
| -------- | ------------ | -------------- | -------- |
| C        | Marek Penksa | Dunaferr       |          |
| D        | Darko Ramovs | Schweinfurt 05 |          |

## Risultati

### 2. Bundesliga

#### Girone di andata
| Arbitro: | Sippel |

|            |           |  |
| Penksa 28’ | Marcatori |  |

| Arbitro: | Stark |

|                       |           |                        |
| Thurk 17’ Demandt 86’ | Marcatori | 7’ Penksa 15’ Silvinho |

| Arbitro: | Späker |

|  |           |                                 |
|  | Marcatori | 70’ Lämmermann 77’, 82’ İnceman |

| Arbitro: | Frank |

|                                               |           |  |
| Meggle 16’ Rath 25’ Bajramović 85’ Lotter 90’ | Marcatori |  |

| Arbitro: | Keßler |

|  |           |                       |
|  | Marcatori | 80’ Gomis 90’ Driller |

| Arbitro: | Minskowski |

|           |           |                    |
| Bella 59’ | Marcatori | 83’ (aut.) Fengler |

| Arbitro: | Perl |

|                  |           |                  |
| Silvinho 2’, 68’ | Marcatori | 45’, 48’ Vukotić |

| Arbitro: | Fröhlich |

|              |           |  |
| Hofacker 72’ | Marcatori |  |

| Arbitro: | Kreyer |

|             |           |  |
| Morinas 64’ | Marcatori |  |

| Stoccarda 29 ottobre 2000, ore 15:00 CEST 10ª giornata | Kickers Stoccarda | 0 – 0 referto | Duisburg | Waldau-Stadion (4 412 spett.)\| Arbitro: \| Kemmling \| |
| Arbitro:                                               | Kemmling          |               |          |                                                         |

| Bielefeld 3 novembre 2000, ore 19:00 CET 11ª giornata | Arminia Bielefeld | 0 – 0 referto | Kickers Stoccarda | Bielefelder Alm (7 605 spett.)\| Arbitro: \| Koop \| |
| Arbitro:                                              | Koop              |               |                   |                                                      |

| Arbitro: | Aust |

|             |           |              |
| Blessin 85’ | Marcatori | 47’ Witeczek |

| Arbitro: | Voss |

|                           |           |  |
| Reichel 51’ Elberfeld 56’ | Marcatori |  |

| Arbitro: | Rafati |

|                                            |           |  |
| Silvinho 43’ Kümmerle 51’, 71’ Blessin 64’ | Marcatori |  |

| Arbitro: | Weber |

|                |           |  |
| Bartolović 71’ | Marcatori |  |

| Arbitro: | Albrecht |

|                         |           |             |
| Fiél 18’ Zimmermann 58’ | Marcatori | 56’ Schütte |

| Arbitro: | Kreyer |

|            |           |             |
| Rösler 58’ | Marcatori | 35’ Blessin |

#### Girone di ritorno
| Arbitro: | Anklam |

|          |           |                                            |
| Obad 32’ | Marcatori | 14’ (rig.) Weinzierl 52’ Silvinho 74’ Fiél |

| Stoccarda 28 gennaio 2001, ore 15:00 CET 19ª giornata | Kickers Stoccarda | 0 – 0 referto | Magonza | Waldau-Stadion (5 174 spett.)\| Arbitro: \| Weber \| |
| Arbitro:                                              | Weber             |               |         |                                                      |

| Arbitro: | Frank |

|                        |           |  |
| Diane 50’ Xie 66’, 70’ | Marcatori |  |

| Arbitro: | Gagelmann |

|  |           |                      |
|  | Marcatori | 34’ Wehlage 55’ Rath |

| Arbitro: | Pickel |

|                         |           |              |
| Gomis 35’ Krzynówek 56’ | Marcatori | 18’ Georgiev |

| Arbitro: | Minskowski |

|               |           |            |
| Carnevale 86’ | Marcatori | 71’ Arnold |

| Arbitro: | Jansen |

|                                               |           |                         |
| Skela 7’ Klausz 42’ (rig.) Licht 51’ Vata 59’ | Marcatori | 23’ Heberle 71’ Blessin |

| Arbitro: | Kammerer |

|            |           |  |
| Blessin 4’ | Marcatori |  |

| Arbitro: | Späker |

|                      |           |  |
| Keuler 14’ Raspe 51’ | Marcatori |  |

| Duisburg 1º aprile 2001, ore 15:00 CEST 27ª giornata | Duisburg  | 0 – 0 referto | Kickers Stoccarda | Wedaustadion (6 558 spett.)\| Arbitro: \| Fleischer \| |
| Arbitro:                                             | Fleischer |               |                   |                                                        |

| Arbitro: | Weiner |

|                            |           |                |
| Kümmerle 2’ Zimmermann 49’ | Marcatori | 26’ Wichniarek |

| Arbitro: | Meyer |

|          |           |  |
| Demo 90’ | Marcatori |  |

| Arbitro: | Koop |

|  |           |                                                             |
|  | Marcatori | 7’ Škarabela 22’ Türr 66’ Felgenhauer 85’ Ruman 89’ Rouissi |

| Arbitro: | Rafati |

|  |           |                           |
|  | Marcatori | 64’ Cássio 69’ Zimmermann |

| Arbitro: | Anklam |

|  |           |           |
|  | Marcatori | 17’ Krieg |

| Arbitro: | Berg |

|                                   |           |               |
| Thioune 39’, 56’, 70’ Claaßen 45’ | Marcatori | 90’ Carnevale |

| Arbitro: | Perl |

|                             |           |                                     |
| Zimmermann 11’ Silvinho 18’ | Marcatori | 24’, 31’ Scharinger 42’, 90’ Ristić |

### Coppa di Germania
| Arbitro: | Kreyer |

|              |           |                |
| Mehic 7’, 9’ | Marcatori | 52’ Dörflinger |

## Statistiche

### Statistiche di squadra
| Competizione      | Punti | In casa | In casa | In casa | In casa | In casa | In casa | In trasferta | In trasferta | In trasferta | In trasferta | In trasferta | In trasferta | Totale | Totale | Totale | Totale | Totale | Totale | DR  |
| Competizione      | Punti | G       | V       | N       | P       | Gf      | Gs      | G            | V            | N            | P            | Gf           | Gs           | G      | V      | N      | P      | Gf     | Gs     | DR  |
| ----------------- | ----- | ------- | ------- | ------- | ------- | ------- | ------- | ------------ | ------------ | ------------ | ------------ | ------------ | ------------ | ------ | ------ | ------ | ------ | ------ | ------ | --- |
| 2. Bundesliga     | 34    | 17      | 6       | 5       | 6       | 18      | 23      | 17           | 2            | 5            | 10           | 13           | 28           | 34     | 8      | 10     | 16     | 31     | 51     | -20 |
| Coppa di Germania | -     | 0       | 0       | 0       | 0       | 0       | 0       | 1            | 0            | 0            | 1            | 1            | 2            | 1      | 0      | 0      | 1      | 1      | 2      | -1  |
| Totale            | 34    | 17      | 6       | 5       | 6       | 18      | 23      | 18           | 2            | 5            | 11           | 14           | 30           | 35     | 8      | 10     | 17     | 32     | 53     | -21 |

### Andamento in campionato
| Giornata  | 1 | 2 | 3  | 4  | 5  | 6  | 7  | 8  | 9  | 10 | 11 | 12 | 13 | 14 | 15 | 16 | 17 | 18 | 19 | 20 | 21 | 22 | 23 | 24 | 25 | 26 | 27 | 28 | 29 | 30 | 31 | 32 | 33 | 34 |
| --------- | - | - | -- | -- | -- | -- | -- | -- | -- | -- | -- | -- | -- | -- | -- | -- | -- | -- | -- | -- | -- | -- | -- | -- | -- | -- | -- | -- | -- | -- | -- | -- | -- | -- |
| Luogo     | C | T | C  | T  | C  | T  | C  | T  | T  | C  | T  | C  | T  | C  | T  | C  | T  | T  | C  | C  | T  | T  | T  | C  | C  | C  | T  | C  | T  | C  | T  | C  | T  | C  |
| Risultato | V | N | P  | P  | P  | N  | N  | P  | P  | N  | N  | N  | P  | V  | P  | V  | N  | V  | N  | P  | P  | P  | P  | V  | V  | N  | N  | V  | P  | P  | V  | P  | P  | P  |
| Posizione | 7 | 6 | 10 | 13 | 15 | 14 | 14 | 15 | 18 | 17 | 17 | 16 | 17 | 16 | 16 | 16 | 16 | 15 | 15 | 16 | 16 | 17 | 17 | 17 | 16 | 15 | 15 | 14 | 16 | 16 | 15 | 15 | 16 | 17 |

Legenda:

Luogo: C = Casa; T = Trasferta. Risultato: V = Vittoria; N = Pareggio; P = Sconfitta.

### Statistiche dei giocatori
| Giocatore     | 2. Bundesliga | 2. Bundesliga | 2. Bundesliga | 2. Bundesliga | Coppa di Germania | Coppa di Germania | Coppa di Germania | Coppa di Germania | Totale   | Totale | Totale      | Totale     |
| Giocatore     | Presenze      | Reti          | Ammonizioni   | Espulsioni    | Presenze          | Reti              | Ammonizioni       | Espulsioni        | Presenze | Reti   | Ammonizioni | Espulsioni |
| ------------- | ------------- | ------------- | ------------- | ------------- | ----------------- | ----------------- | ----------------- | ----------------- | -------- | ------ | ----------- | ---------- |
| A. Blessin    | 23            | 5             | 2             | 0             | 0                 | 0                 | 0                 | 0                 | 23       | 5      | 2           | 0          |
| G. Carnevale  | 17            | 2             | 0             | 0             | 0                 | 0                 | 0                 | 0                 | 17       | 2      | 0           | 0          |
| N. Chatzis    | 3             | 0             | 0             | 0             | 0                 | 0                 | 0                 | 0                 | 3        | 0      | 0           | 0          |
| C. Cássio     | 7             | 1             | 0             | 0             | 0                 | 0                 | 0                 | 0                 | 7        | 1      | 0           | 0          |
| P. César      | 5             | 0             | 0             | 0             | 0                 | 0                 | 0                 | 0                 | 5        | 0      | 0           | 0          |
| T. Dörflinger | 2             | 0             | 0             | 0             | 1                 | 1                 | 0                 | 0                 | 3        | 1      | 0           | 0          |
| C. Fiél       | 23            | 2             | 3             | 0             | 0                 | 0                 | 0                 | 0                 | 23       | 2      | 3           | 0          |
| B. Georgiev   | 6             | 1             | 1             | 0             | 0                 | 0                 | 0                 | 0                 | 6        | 1      | 1           | 0          |
| G. Greco      | 0             | 0             | 0             | 0             | 0                 | 0                 | 0                 | 0                 | 0        | 0      | 0           | 0          |
| G. Heberle    | 26            | 1             | 2             | 1             | 1                 | 0                 | 0                 | 0                 | 27       | 1      | 2           | 1          |
| A. Kapič      | 8             | 0             | 2             | 0             | 1                 | 0                 | 0                 | 0                 | 9        | 0      | 2           | 0          |
| C. Keuler     | 29            | 1             | 8             | 0             | 1                 | 0                 | 0                 | 0                 | 30       | 1      | 8           | 0          |
| B. Klaus      | 13            | 0             | 0             | 0             | 0                 | 0                 | 0                 | 0                 | 13       | 0      | 0           | 0          |
| C. Kritzer    | 31            | 0             | 3             | 1             | 1                 | 0                 | 0                 | 0                 | 32       | 0      | 3           | 1          |
| M. Kümmerle   | 29            | 3             | 2             | 0             | 1                 | 0                 | 0                 | 0                 | 30       | 3      | 2           | 0          |
| C. Marell     | 23            | 0             | 3             | 0             | 1                 | 0                 | 0                 | 0                 | 24       | 0      | 3           | 0          |
| J. Marić      | 6             | 0             | 3             | 0             | 0                 | 0                 | 0                 | 0                 | 6        | 0      | 3           | 0          |
| S. Meißner    | 18            | 0             | 1             | 0             | 0                 | 0                 | 0                 | 0                 | 18       | 0      | 1           | 0          |
| P. Milchraum  | 0             | 0             | 0             | 0             | 0                 | 0                 | 0                 | 0                 | 0        | 0      | 0           | 0          |
| S. Minkwitz   | 28            | 0             | 8             | 0             | 0                 | 0                 | 0                 | 0                 | 28       | 0      | 8           | 0          |
| M. Penksa     | 10            | 2             | 0             | 0             | 1                 | 0                 | 0                 | 0                 | 11       | 2      | 0           | 0          |
| M. Pleuler    | 4             | 0             | 2             | 0             | 0                 | 0                 | 0                 | 0                 | 4        | 0      | 2           | 0          |
| S. Ramović    | 21            | 0             | 0             | 0             | 1                 | 0                 | 0                 | 0                 | 22       | 0      | 0           | 0          |
| D. Ramovs     | 7             | 0             | 0             | 0             | 0                 | 0                 | 0                 | 0                 | 7        | 0      | 0           | 0          |
| T. Raspe      | 27            | 1             | 3             | 0             | 1                 | 0                 | 0                 | 0                 | 28       | 1      | 3           | 0          |
| S. Silvinho   | 25            | 6             | 2             | 0             | 1                 | 0                 | 0                 | 0                 | 26       | 6      | 2           | 0          |
| S. Villani    | 0             | 0             | 0             | 0             | 0                 | 0                 | 0                 | 0                 | 0        | 0      | 0           | 0          |
| M. Weinzierl  | 27            | 1             | 9             | 2             | 1                 | 0                 | 0                 | 0                 | 28       | 1      | 9           | 2          |
| T. Ziegner    | 20            | 0             | 5             | 0             | 1                 | 0                 | 0                 | 0                 | 21       | 0      | 5           | 0          |
| M. Zimmermann | 29            | 4             | 2             | 0             | 1                 | 0                 | 0                 | 0                 | 30       | 4      | 2           | 0          |
| T. Zivic      | 0             | 0             | 0             | 0             | 0                 | 0                 | 0                 | 0                 | 0        | 0      | 0           | 0          |
| M. Özkan      | 6             | 0             | 1             | 0             | 0                 | 0                 | 0                 | 0                 | 6        | 0      | 1           | 0          |